# Gouvernement Paul Painlevé (3)
 (août 2017).
Si vous disposez d'ouvrages ou d'articles de référence ou si vous connaissez des sites web de qualité traitant du thème abordé ici, merci de compléter l'article en donnant les références utiles à sa vérifiabilité et en les liant à la section « Notes et références ».
Troisième République
Gouvernement Paul Painlevé II Gouvernement Aristide Briand VIII
Le troisième gouvernement Paul Painlevé du 29 octobre 1925 au 22 novembre 1925.

## Composition
| Portefeuille                                                                   | Titulaire | Titulaire         | Parti |
| ------------------------------------------------------------------------------ | --------- | ----------------- | ----- |
| Président du Conseil                                                           |           | Paul Painlevé     | PRS   |
| Ministres                                                                      |           |                   |       |
| Ministre des Affaires étrangères                                               |           | Aristide Briand   | PRS   |
| Ministre de la Justice                                                         |           | Camille Chautemps | PRRRS |
| Ministre de l’Intérieur                                                        |           | Abraham Schrameck | SE    |
| Ministre du Budget                                                             |           | Georges Bonnet    | PRRRS |
| Ministre des Finances                                                          |           | Paul Painlevé     | PRS   |
| Ministre de la Guerre                                                          |           | Édouard Daladier  | PRRRS |
| Ministre de la Marine                                                          |           | Émile Borel       | PRRRS |
| Ministre de l’Instruction publique et des Beaux-Arts                           |           | Yvon Delbos       | PRRRS |
| Ministre des Travaux publics                                                   |           | Anatole de Monzie | PRS   |
| Ministre du Commerce et de l’Industrie                                         |           | Daniel Vincent    | PRRRS |
| Ministre de l’Agriculture                                                      |           | Jean Durand       | PRRRS |
| Ministre des Colonies                                                          |           | Léon Perrier      | PRRRS |
| Ministre du Travail, de l’Hygiène, de l’Assistance et de la Prévoyance sociale |           | Antoine Durafour  | PRRRS |
| Ministre des Pensions                                                          |           | Louis Antériou    | PRS   |
| Commissaires généraux                                                          |           |                   |       |
| Haut-Commissaire au Logement                                                   |           | Arthur Levasseur  | PSF   |
| Haut-Commissaire en Syrie et au Liban                                          |           | Henry de Jouvenel | SE    |
| Haut-Commissaire à la Guerre                                                   |           | Paul Bénazet      | PRS   |
| Sous-secrétaires d’État                                                        |           |                   |       |
| Sous-secrétaire d’État à la Présidence du Conseil                              |           | Adrien Berthod    | PRRRS |
| Sous-secrétaire d’État à la Guerre                                             |           | Jean Ossola       | PRRRS |
| Sous-secrétaire d’État aux Régions libérées                                    |           | Jammy Schmidt     | PRRRS |
| Sous-secrétaire d’État à l'Enseignement technique                              |           | Paul Bénazet      | PRS   |
| Sous-secrétaire d’État à l’Aéronautique et aux Transports aériens              |           | Laurent Eynac     | RI    |
| Sous-secrétaire d’État aux Ports, à la Marine marchande et aux Pêches          |           | Charles Daniélou  | RI    |